# 刘林元
刘林元（1908年—1967年），原名王家福，男，云南阿迷（今开远）人，中华人民共和国政治人物，曾任云南省人民委员会副省长，云南省政协副主席。